# Boulevard des Italiens (pel·lícula)
Boulevard des Italiens és una pel·lícula muda francesa de Georges Méliès, estrenada el 1896, produïda pel Théâtre Robert-Houdin. Actualment, la pel·lícula es considera perduda.